# San Carlos Minas
San Carlos Minas é um município da província de Córdova, na Argentina.